# Lijst van voetbalinterlands Maleisië - Pakistan
Deze lijst van voetbalinterlands is een overzicht van alle officiële voetbalwedstrijden tussen de nationale teams van Maleisië en Pakistan. De landen hebben tot op heden zes  keer tegen elkaar gespeeld. De eerste ontmoeting, een vriendschappelijke wedstrijd, werd gespeeld in Kuala Lumpur op 12 augustus 1960. Het laatste duel, eveneens een vriendschappelijke wedstrijd, vond plaats op 10 oktober 2008 in de Maleisische hoofdstad.

## Wedstrijden
| № | Plaats       | Datum            | Competitie                 | Wedstrijd           | Uitslag |
| - | ------------ | ---------------- | -------------------------- | ------------------- | ------- |
| 1 | Kuala Lumpur | 12 augustus 1960 | Vriendschappelijk          | Malakka − Pakistan  | 1 − 0   |
| 2 | Kuala Lumpur | 16 augustus 1962 | Vriendschappelijk          | Malakka − Pakistan  | 0 − 0   |
| 3 | Bangkok      | 13 november 1981 | Vriendschappelijk          | Pakistan − Maleisië | 3 − 2   |
| 4 | Calcutta     | 11 oktober 1984  | Azië Cup 1984 kwalificatie | Pakistan − Maleisië | 0 − 5   |
| 5 | Kuala Lumpur | 7 april 1988     | Azië Cup 1988 kwalificatie | Maleisië − Pakistan | 4 − 0   |
| 6 | Kuala Lumpur | 10 oktober 2008  | Vriendschappelijk          | Maleisië − Pakistan | 4 − 1   |

## Samenvatting
| Competitie            | Totaal gespeeld | Winst Maleisië | Gelijk | Winst Pakistan | Doelsaldo Maleisië – Pakistan |
| --------------------- | --------------- | -------------- | ------ | -------------- | ----------------------------- |
| Azië Cup-kwalificatie | 2               | 2              | 0      | 0              | 9 − 0                         |
| Vriendschappelijke    | 4               | 2              | 1      | 1              | 7 − 4                         |
| Totaal                | 6               | 4              | 1      | 1              | 16 − 4                        |

FAM · 
A-internationals · 
Maleisisch vrouwenelftal
Afghanistan ·
Algerije ·
Australië ·
Bahrein ·
Bangladesh ·
Bhutan ·
Bosnië en Herzegovina ·
Brazilië ·
Brunei ·
Cambodja ·
Canada ·
China ·
Engeland ·
Fiji ·
Filipijnen ·
Finland ·
Ghana ·
Hongkong ·
India ·
Indonesië ·
Irak ·
Iran ·
Israël ·
Jamaica ·
Japan ·
Jemen ·
Jordanië ·
Kenia ·
Kirgizië ·
Koeweit ·
Laos ·
Lesotho ·
Libanon ·
Liberia ·
Libië ·
Liechtenstein ·
Macau ·
Malediven ·
Marokko ·
Mongolië ·
Myanmar ·
Nepal ·
Nieuw-Zeeland ·
Noord-Korea ·
Oezbekistan ·
Oman ·
Oost-Timor ·
Pakistan ·
Palestina ·
Papoea-Nieuw-Guinea ·
Qatar ·
Saoedi-Arabië ·
Salomonseilanden ·
Senegal ·
Singapore ·
Sri Lanka ·
Syrië ·
Tadzjikistan ·
Taiwan ·
Thailand ·
Turkije ·
Turkmenistan ·
Uruguay ·
Verenigde Arabische Emiraten ·
Vietnam ·
Zuid-Korea ·
Zuid-Vietnam ·
Zweden
PFF · A-Internationals · Olympisch elftal · Pakistaans vrouwenelftal
1950 – 1959 · 
1960 – 1969 · 
1970 – 1979 · 
1980 – 1989 · 
1990 – 1999 · 
2000 – 2009 · 
2010 – 2019 ·
2020 − 2029
Afghanistan ·
Bahrein ·
Bangladesh ·
Bhutan ·
Brunei ·
Cambodja ·
China ·
Djibouti ·
Filipijnen ·
Guam ·
India ·
Indonesië ·
Irak ·
Iran ·
Israël ·
Japan ·
Jemen ·
Jordanië ·
Kazachstan ·
Kenia ·
Kirgizië ·
Koeweit ·
Libanon ·
Macau ·
Malediven ·
Maleisië ·
Mauritius ·
Myanmar ·
Nepal ·
Noord-Korea ·
Oman ·
Palestina ·
Qatar ·
Saoedi-Arabië ·
Singapore ·
Sri Lanka ·
Syrië ·
Tadzjikistan ·
Taiwan ·
Thailand ·
Turkije ·
Turkmenistan ·
Verenigde Arabische Emiraten ·
Zuid-Korea ·
Zuid-Vietnam